# George Zamka
George David Zamka, (* 29. června 1962, Jersey City, New Jersey, USA) je americký důstojník a astronaut, který absolvoval dva lety do vesmíru v raketoplánech (v roce 2007 a 2010) na stanici ISS.

## Životopis
Po absolvování střední školy Adams High School v Rochesteru nastoupil v roce 1980 do armády, kde v letech 1980–1984 vystudoval vojenskou akademii United States Naval Academy se zaměřením na matematiku. Byl mj. pilotem u vojenského námořnictva, později zkušebním pilotem. Nalétal přes 3500 hodin na 30 různých typech letadel. V roce 1988 byl zapojen do projektu Officer na letecké vojenské základně Patuxent River.
Téhož roku se přihlásil do NASA k absolvování výcviku budoucích astronautů a po jeho úspěšném zakončení byl v roce 2000 do jednotky začleněn. O sedm let později letěl do vesmíru v hodnosti majora. V té době mu bylo 45 let.
Je ženatý s Elisou Walkerovou, nyní Zamkovou.

## Lety do vesmíru

### 2007
Jako pilot odstartoval Zamka na palubě raketoplánu Discovery při misi STS-120 na oběžnou dráhu Země. K Mezinárodní vesmírné stanici (ISS) se raketoplán připojil 25. října 2007. Pro Discovery to byl 34. let, pro Zemku první. Mise byla označena v COSPAR jako 2007-050A. V sedmičlenné posádce spolu s Zamkou byli: Pamela Melroyová, Stephanie Wilsonová, Scott Parazynski, Douglas Wheelock, Paolo Nespoli z Itálie a Daniel Tani.
Hlavním cílem jejich letu bylo dopravit a nainstalovat další z modulů stanice, Harmony. Během letu se astronautům podařilo všechny stanovené úkoly úspěšně splnit. Modul Harmony byl připojen ke stanici, podařilo se po problémech rozložit solární panely na nosníku P6.
Na stanici v době jejich pobytu působili členové Expedice 16. Při návratu dolů vzali člena této expedice Claytona Andersona, nahradil jej Tani z jejich posádky. Raketoplán úspěšně přistál tam, kde odstartoval, na Kennedyho vesmírném středisku na Floridě.

### 2010
V roce 2008 byl Zamka vybrán do funkce velitele raketoplánu Endeavour při probíhající montážní misi STS-130 k ISS.
Zamka byl zaregistrován jako 462. člověk ve vesmíru.
- STS-120 Discovery (23. října 2007 – 7. listopadu 2007)
- STS-130 Endeavour (8. února 2010 – 21. února 2010)